# パーフェクト・チョイス
パーフェクト チョイス（Perfect Choice）は、株式会社スカパー・ブロードキャスティングが運営していたペイ・パー・ビュー（番組単位の有料放送）チャンネル。1996年10月1日のパーフェクTV!（現・スカパー!プレミアムサービス）の本放送開始と同時にサービスを開始した。
2008年9月1日より、ほとんどのチャンネルが「スカチャン」に名称変更され、「パーフェクト チョイス」はCh.SD110-115とCh.SD139のみとなり、ポルノグラフィ（R-15,R-18,成人指定）専門チャンネルとなった。同年10月1日より、スカパー!HDにて、ハイビジョンチャンネル「パーフェクト チョイスHD」の放送を開始。また、SDでもCh.SD116を追加し、Ch.SD139をグラビアアイドルのイメージビデオ専用チャンネルとした。
2013年9月30日にパーフェクトチョイス全チャンネル終了となる。

## チャンネル構成
Ch.110-116は通信衛星JCSAT-3Aを使ったパーフェクTVサービス、Ch.139はJCSAT-4Bを使ったスカイサービスで放送されており、マンションなどの共聴設備において一部視聴できないチャンネルがある。
- 2013年4月以降

スカパー!プレミアムサービス（HD・SD共通、標準画質放送）
- Ch.SD110 - ヌキぬき 110番
- Ch.SD111 - マニア館
- Ch.SD139 - アイドル☆ファイル
- Ch.SD162 - 映画PPV

スカパー!プレミアムサービス（HD）のみ（ハイビジョン放送）
- パーフェクト チョイス プレミア1 （Ch.HD500）

またチャンネルによっては、時間帯（全てや朝～夜など異なる）によってエロス系Vシネマ・ピンク映画などを放送。
深夜のみアダルトビデオ放送又は日中は放送休止のチャンネルもあるので注意が必要（放送帯域を同社の各種公営競技中継放送チャンネルと共用しているため）。
110chなどでは、深夜帯と全日帯の番組のブリッジとして「パーフェクトエロスガイド」（概ね早朝6時台～8時台）を放送、139chの情報を中心に案内しているが、場合によっては全日帯の各番組終了後に放送されるCMを集めたりしたものを放送する。
また、110chでは20:55～21:00を「アダルトガイド」として放送。ただし、「まもなく成人向け番組が始まる」旨のお知らせを流すのみ。

## CS放送
- スカパー!プレミアムサービス（HD、SD）
  - スカパー!（旧・スカパー!e2）では放送していない。

## チャンネル配信先
- スカパーJSAT（スカパー!プレミアムサービス光、光パーフェクTV!）
パーフェクト チョイス 110 - 115,139（スカパー!プレミアムサービスと同じ番号のチャンネル）を放送
- ジュピターテレコムグループ各社（J:COM TVデジタル）
パーフェクト チョイス 110(941ch)・111（942ch）・115(940ch)、パーフェクト チョイス プレミア(930ch)を放送
- JC-HITS「エラボ」導入のケーブルテレビ局
パーフェクト チョイス 139、パーフェクト チョイス プレミア（スカパー!プレミアムサービスと同じ番号のチャンネル）を放送。過去にはパーフェクト チョイス 110(960ch)を放送していた。

過去の配信先
- ケーブルテレビ足立（JCN足立）
パーフェクト チョイス 110 - 115,139（スカパー!と同番号チャンネル）を放送していた。

## 視聴の仕方
- スカパー!を通しての場合は、受信機とテレビチューナーに電話回線をつなげる必要がある。ただし、インターネットのADSL回線をつないでいる場合は、別途付属品の分波機の設置必要。その他の視聴方法は公式サイトなどを参照。近年のハイビジョン対応チューナーなどではLANを使用してインターネット接続で視聴手続きが可能。

## 録画の制限
- いわゆる海賊版の流出防止をするという観点で番組によってはコピーガード機能がかかり録画できないものがある。（一切録画不可能なものと、1回のみ録画可能なものとがある。特に、成人向けのものは録画が一切出来ないものも多い）

## スポーツ特別無料中継
2008年8月31日まではポルノグラフィ以外も「パーフェクト チョイス」のチャンネル名で放送していたため、以下のスポーツ大会について、スカパー!への加入手続きを済ませている視聴者向けに当チャンネルで無料中継した。
- 2002 FIFAワールドカップ
- 2006 FIFAワールドカップ
- 国際サッカー連盟（FIFA）の世代別世界選手権大会（世界ユースU-20選手権、世界ユースU-17選手権など）
- バスケットボール世界選手権日本大会（2006年 「世界№1バスケ」というテーマ）
- バレーボール世界選手権日本大会（2006年）

2008年9月以降は、このようなスポーツ大会の無料中継はスカチャンで放送される。

## ナレーション
「パーフェクト・チョイス」で放送される作品の紹介ナレーションを担当しているナレーターは主に、東京俳優生活協同組合所属の声優が担当していた。
- 佐藤アサト
- 鈴木万由香
- 阪井あかね
- 大原さやか